# Winterland (Newfoundland och Labrador)
Winterland är en ort i Kanada.   Den ligger i provinsen Newfoundland och Labrador, i den östra delen av landet, 1 600 km öster om huvudstaden Ottawa. Winterland ligger 34 meter över havet och antalet invånare är 337.
Terrängen runt Winterland är platt åt nordost, men åt sydväst är den kuperad.Runt Winterland är det glesbefolkat, med 12 invånare per kvadratkilometer.. Närmaste större samhälle är Marystown, 11,5 km öster om Winterland. 
I omgivningarna runt Winterland växer i huvudsak blandskog.